# 杜加布古
杜加布古（法語：Dougabougou），是馬里的城鎮，位於該國西南部，由塞古區的塞古省負責管轄，處於馬爾卡拉以北20公里，面積180平方公里，2009年人口29,208，人口密度每平方公里160人。
13°49′7″N 6°7′8″W / 13.81861°N 6.11889°W